# Mujaviets
El Mujaviets (en bielorruso: Мухаве́ц [Muchaviec], [muxaˈvʲets]; en polaco: Muchawiec) es un río del oeste de Bielorrusia, afluente del Bug Occidental por la derecha.
El río nace en Pruzhany, Bielorrusia, donde se unen el Muja y el canal de Viets. Cruza luego el suroeste del país hasta desembocar en el Bug Occidental en Brest. Tiene 113 km de largo y su cuenca abarca 6600 km². El canal Dniéper-Bug lo conecta con el Dniéper.
Las poblaciones principales que atraviesa son:
- Pruzhany
- Kobryn
- Zhabinka
- Brest

Sus afluentes más destacados son:
- Dajlowka
- Zhabinka
- Trastsyanitsa
- Asipowka
- Ryta